# 須磨駅
須磨駅（すまえき）は、兵庫県神戸市須磨区須磨浦通四丁目に所在する、西日本旅客鉄道（JR西日本）山陽本線の駅である。駅番号はJR-A68。「JR神戸線」の愛称区間に含まれている。
普通と電車線経由の快速列車停車駅である。

## 歴史
- 1888年（明治21年）11月1日：山陽鉄道の兵庫駅 - 明石駅間の開通と同時に開業[1][2]。旅客・貨物の取り扱いを開始[2]。
- 1906年（明治39年）12月1日：山陽鉄道国有化により国有鉄道の駅となる[2]。
- 1909年（明治42年）10月12日：線路名称制定。山陽本線の所属となる。
- 1934年（昭和9年）
  - 7月20日：吹田駅から当駅まで電気運転を開始。
  - 9月20日：当駅から明石駅まで電気運転を開始。
- 1947年（昭和22年）10月15日：車扱貨物取扱開始[3]。
- 1949年（昭和24年）9月15日：貨物取扱廃止[2]。
- 1963年（昭和38年）4月：駅舎改築[1]。
- 1985年（昭和60年）3月14日：荷物扱い廃止[2]。
- 1987年（昭和62年）4月1日：国鉄分割民営化により、西日本旅客鉄道（JR西日本）の駅となる[2]。
- 1988年（昭和63年）3月13日：路線愛称の制定により、「JR神戸線」の愛称を使用開始。
- 1995年（平成7年）
  - 1月17日：阪神・淡路大震災により営業休止。
  - 1月23日：当駅 - 西明石駅間が営業再開。
  - 1月30日：神戸駅 - 当駅間が営業再開。
- 1997年（平成9年）
  - 3月8日：JR神戸線標準接近メロディ「さざなみ」導入[4]。
  - 11月6日：自動改札機を設置し、供用開始[5]。
- 2002年（平成14年）7月29日：JR京都・神戸線運行管理システム導入[6]。
- 2003年（平成15年）11月1日：ICカード「ICOCA」の利用が可能となる。
- 2008年（平成20年）4月5日：異常時情報提供ディスプレイが設置される。
- 2010年（平成22年）1月30日：みどりの窓口の営業が終了し、みどりの券売機プラスが設置される。
- 2015年（平成27年）3月12日：入線警告音の見直しに伴い、接近メロディをJR神戸線標準接近メロディ「さざなみ」の音質見直し版に再び変更する[7]。
- 2018年（平成30年）3月17日：駅ナンバリングが導入され、使用を開始する[8]。

## 駅構造
相互接続駅で2面4線の島式ホームを有する橋上駅になっている。電車線のみで列車線（運転取り扱い上では5・6番線）にはプラットホームは無いが、場内・出発信号機は列車線も含めて設置されている。
直営駅である。アーバンネットワークエリアに属しており、ICOCA利用可能駅でもある（相互利用可能ICカードはICOCAの項を参照）。
トイレは改札内にある。

### のりば
| のりば | 路線     | 方向                   | 行先                                 | 備考                       |
| ------ | -------- | ---------------------- | ------------------------------------ | -------------------------- |
| 1      | JR神戸線 | 下り                   | 西明石・姫路方面                     | 日中以外は待避線として利用 |
| 2      | JR神戸線 | 下り                   | 西明石・姫路方面                     |                            |
| 上り   | JR神戸線 | 三ノ宮・尼崎・大阪方面 | 三ノ宮・大阪方面の列車は当駅始発のみ |                            |
| 上り   | JR神戸線 | 三ノ宮・尼崎・大阪方面 | 3                                    |                            |
| 上り   | JR神戸線 | 三ノ宮・尼崎・大阪方面 | 4                                    | 待避線として利用           |

- 上表の路線名は旅客案内上の名称（愛称）で表記している。

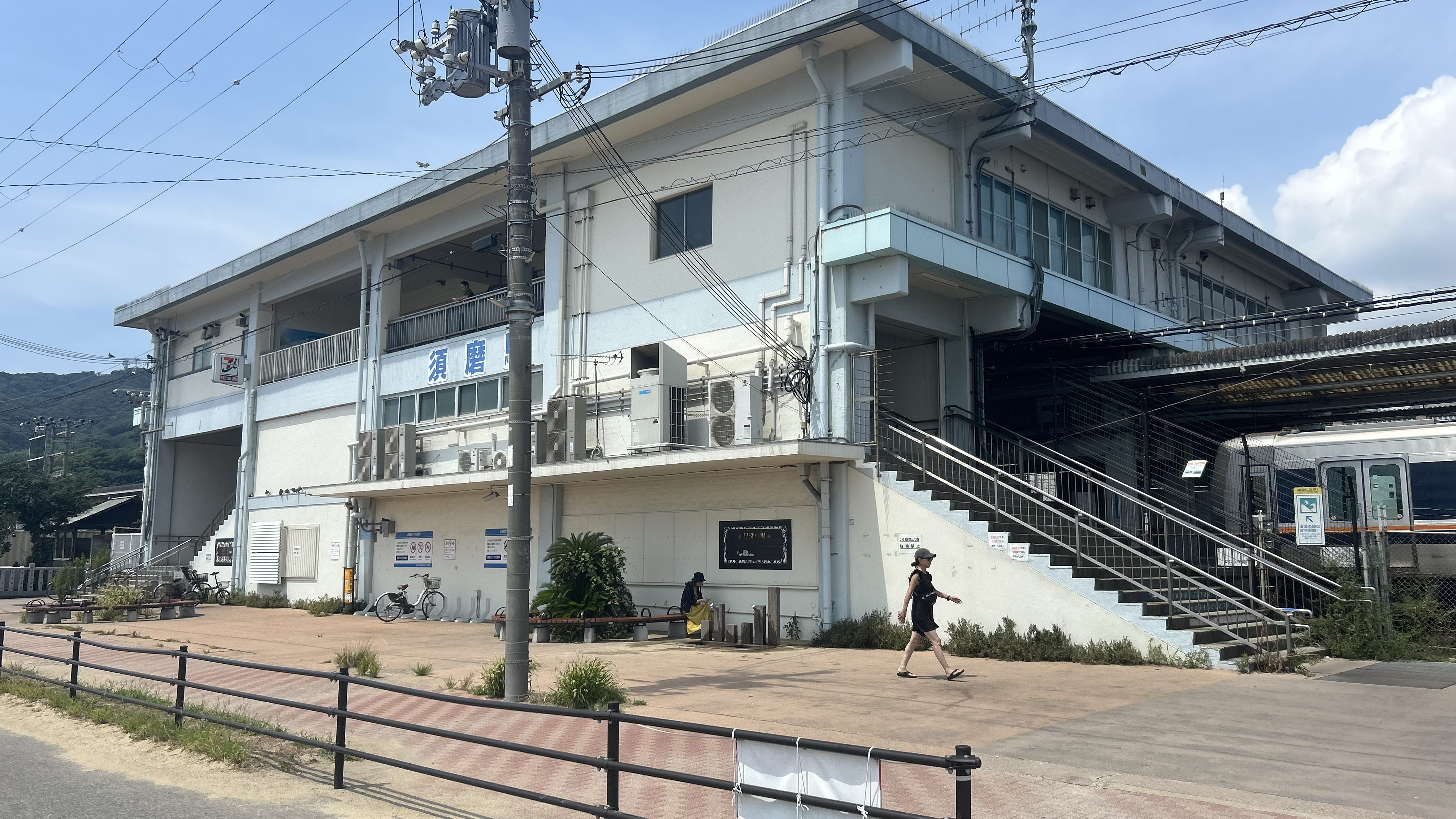
南口
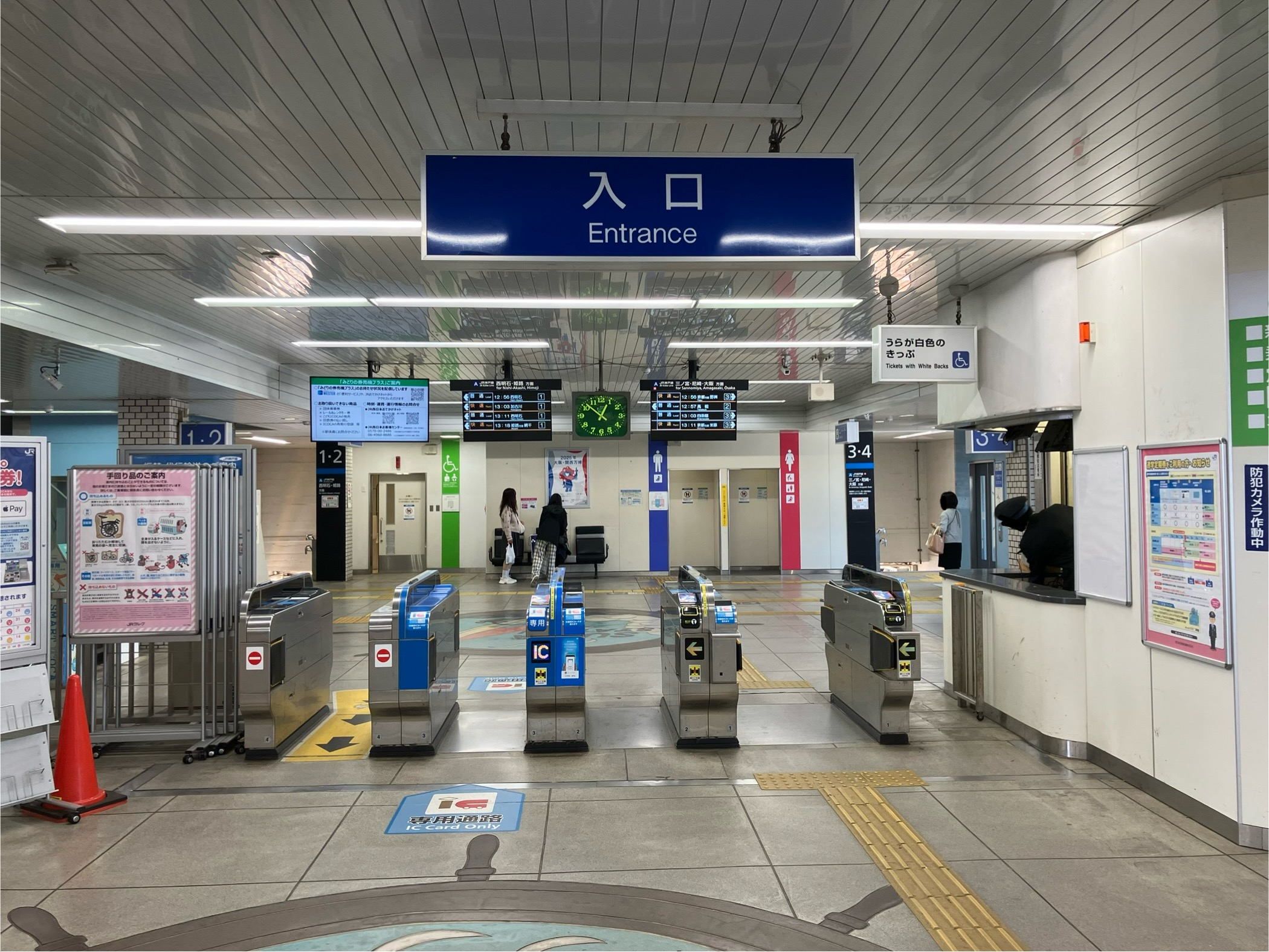
改札口（2024年4月）
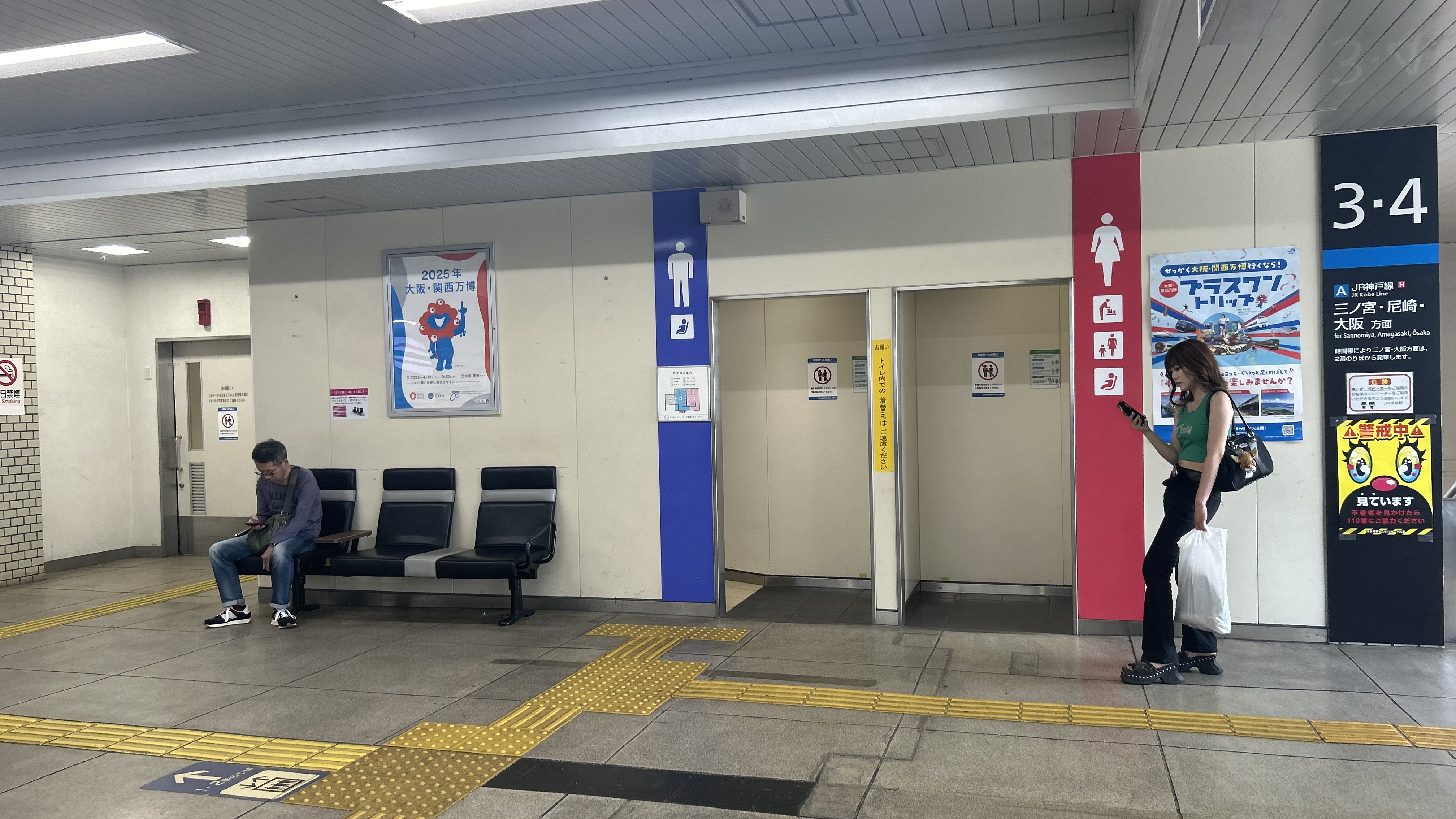
トイレ
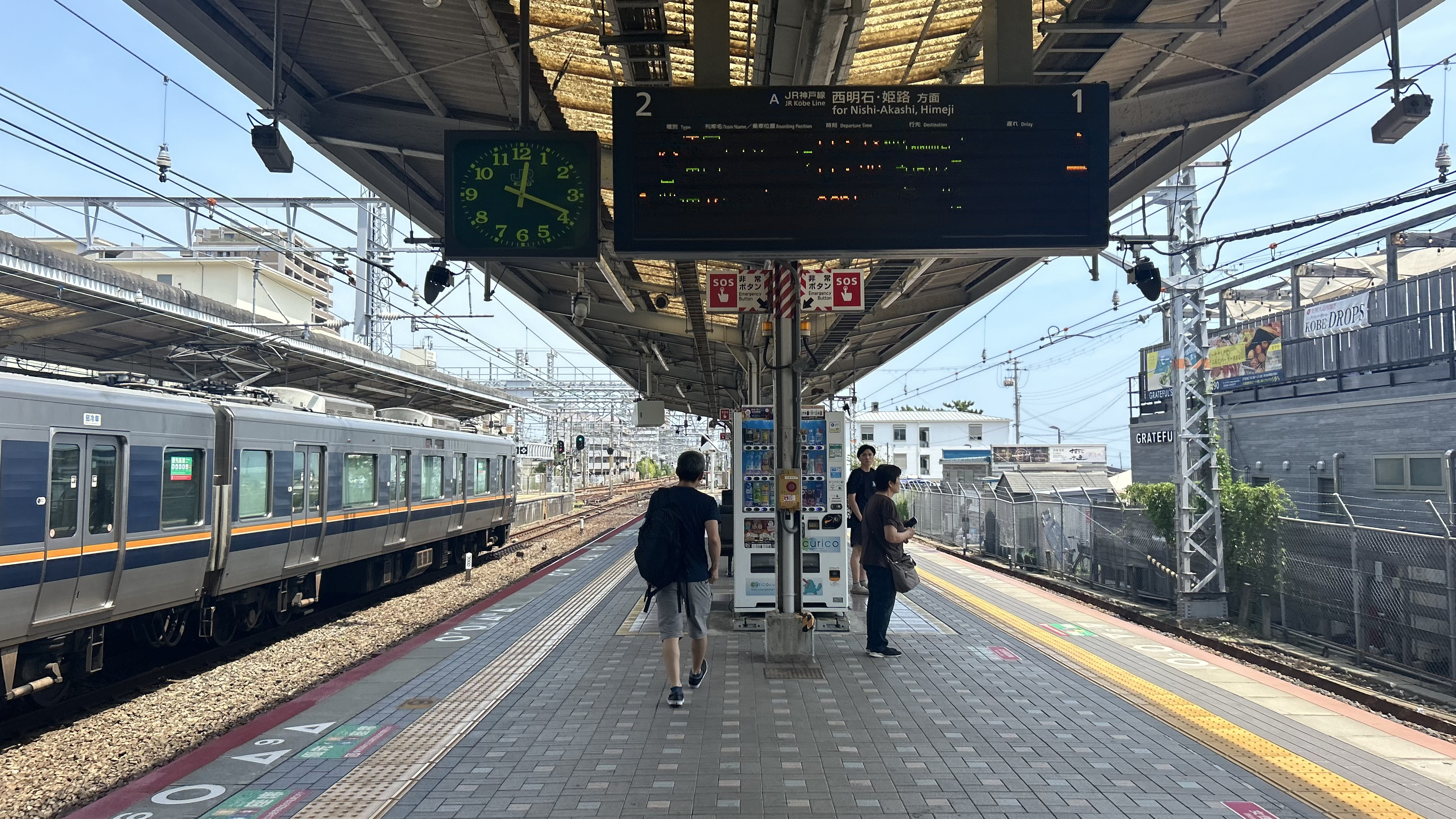
1・2番乗り場ホーム
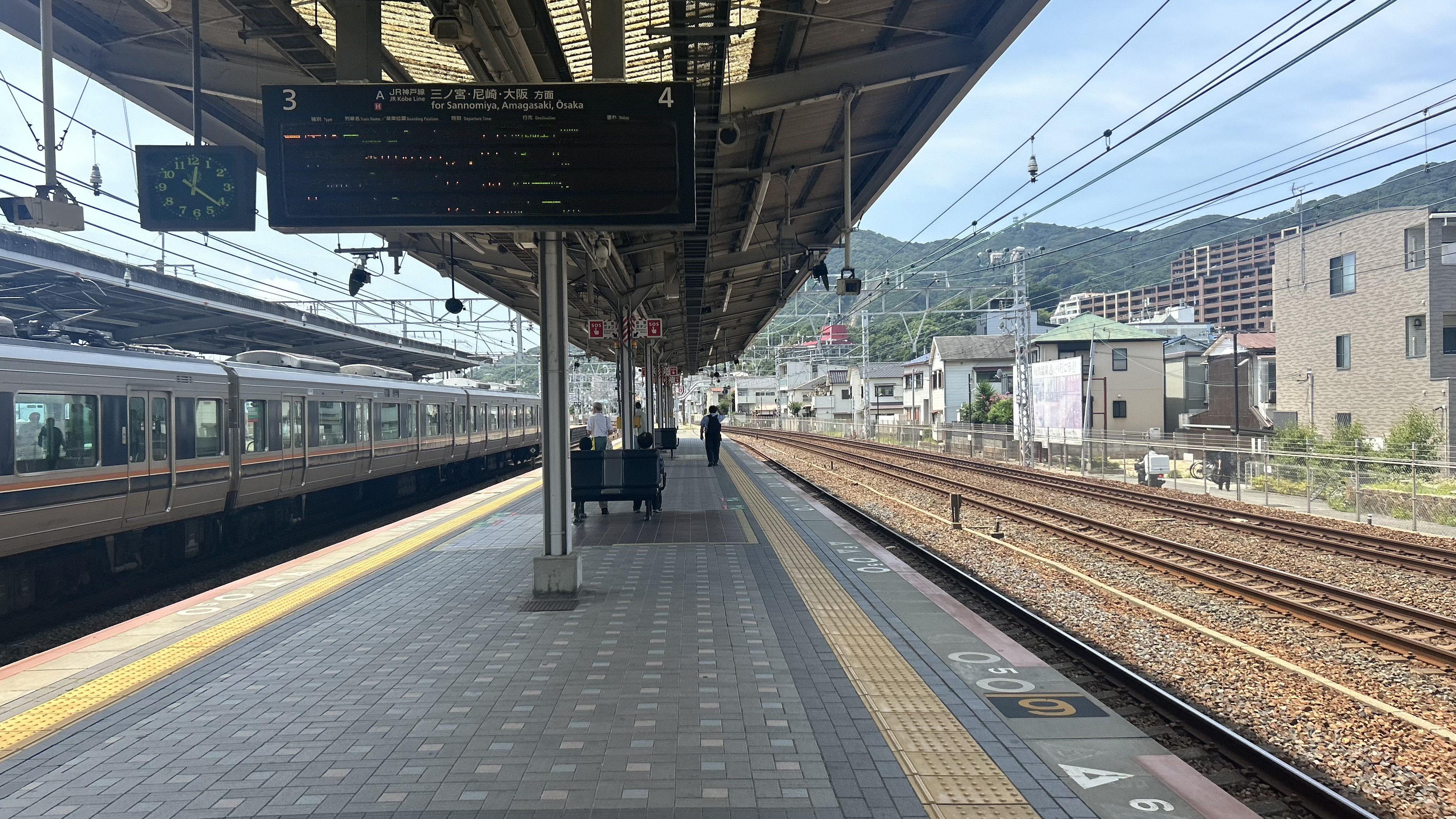
3・4番乗り場ホーム
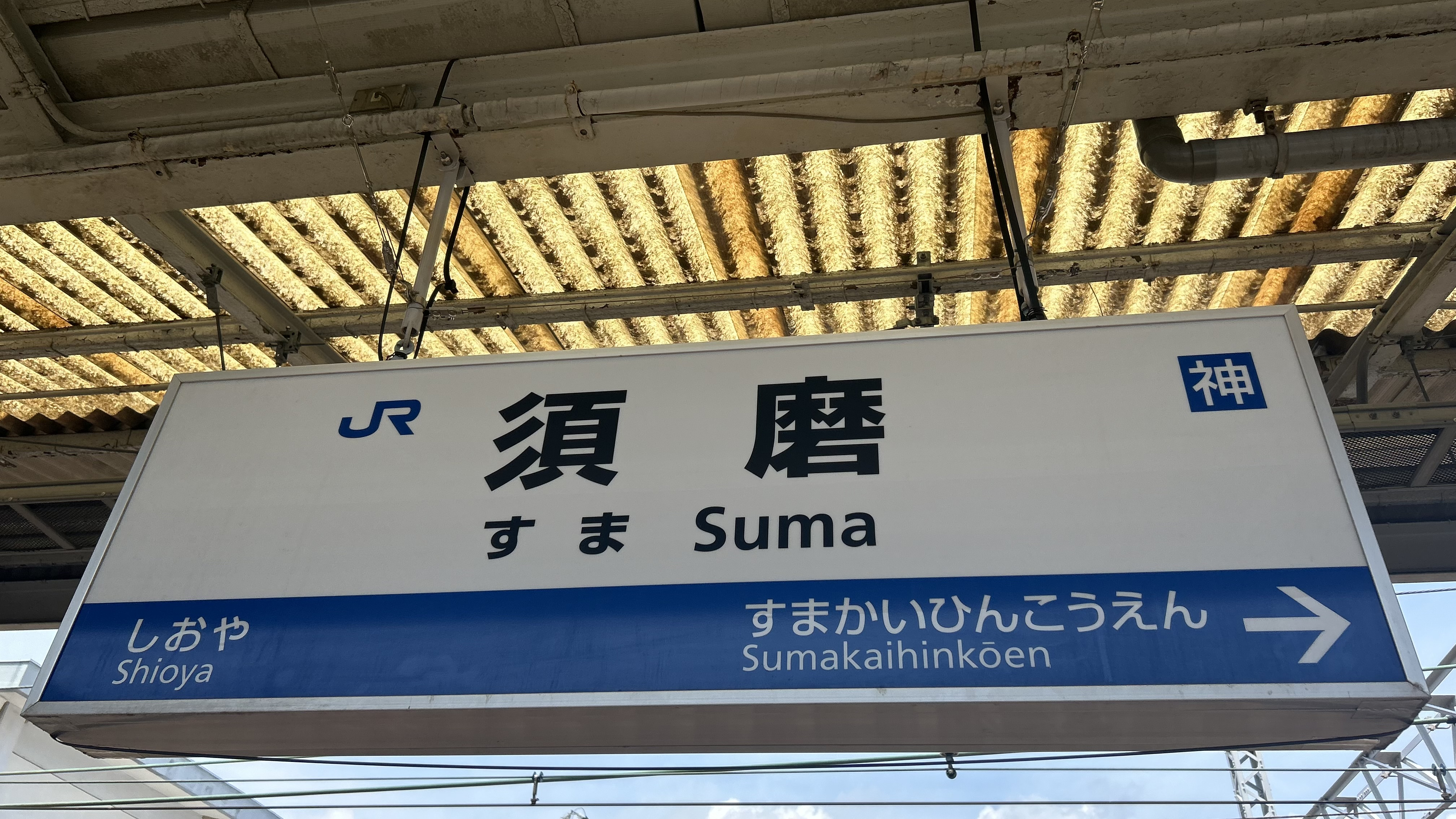
駅名標

### 運用形態
2・3番のりばがそれぞれ上下の本線となっており、1・4番のりばは副本線である。そのため、停車列車は基本的に2・3番のりばを使用し、快速の接続待ちを行う列車が1・4番のりばに入るのが本来の運用法である。1986年（昭和61年）10月31日までは、新快速が電車線を走行していた関係で、日中の各駅停車はすべて当駅で通過待ちを行っていた。
ただし、上下線の渡り線は2・3番のりばの間にあるため、当駅で列車が折返す場合にはこの2つのホームしか使用出来ない。当駅折返しの普通列車は1996年7月20日 - 1998年10月2日に設定されていたことがあったが、JR福知山線脱線事故後に輸送実態に合わせたダイヤ見直しが行われることとなり、2006年（平成18年）3月18日から日中の半数の普通電車（大阪方面発着便）が当駅折り返しに変更された。そのため日中は折返し普通電車が2・3番のりばを交互に使用し、加古川・姫路方面発着の快速（当駅発着の各駅停車に接続）と西明石駅発着の普通電車（JR東西線直通）は、本来待避線である1・4番のりばに停車するようになった。
2008年（平成20年）3月15日のダイヤ改正では、日中時間帯の当駅を越えて西明石駅まで運転される普通電車が増やされ、この時間帯の当駅折返し列車は1時間に2本となった。余裕が出来たことで折返し列車の発着も2番のりばに統一され、3・4番のりばは本来の本線／待避線の用法に戻された。当駅を越える下り列車についても、2番のりばが折り返し列車が停車していない場合は、接続待ちのない限り2番のりばを使用するようになった。
2009年（平成21年）3月14日のダイヤ改正で下り最終の快速が新快速に格上げになった。この新快速は緩行線経由で、当駅の2番ホームを通過するため、23年ぶりに緩行線経由の営業通過列車が設定されることとなった。
2010年（平成22年）3月13日ダイヤ改正では、当駅で折り返す普通が1時間に4本に戻されたが、2006年3月18日 - 2008年3月14日の間とは異なり、当駅・西明石駅で折返す際にJR京都線発着とJR東西線発着系統を入れ替える運用となり、当駅ではJR京都線発がJR東西線行きとして折り返すため（西明石駅では逆の手順が行われる）、2015年3月14日ダイヤ改正では11時から15時15分ごろまでの折返し列車が2番に停車する。この結果日中は、1番のりばが下り快速・JR東西線発西明石行き普通、2番のりばがJR京都線発当駅折返しJR東西線行普通、3番のりばが上り快速、4番のりばが西明石発JR京都線行普通が使うようになった。
2016年3月26日改正で摩耶駅開業により普通列車の所要時間が伸びたことなどから、JR京都線発の普通が折返しJR京都線行普通になる運用に変更された（西明石駅ではJR東西線発の普通が折返しJR東西線行普通になる）。そのため、日中は1番のりばが西明石・加古川・姫路方面行下り列車、2番のりばが大阪方面・京都線直通普通（当駅始発）、3番のりばが大阪・京都方面行上り快速と西明石発JR東西線直通北新地・京橋方面行普通が停車する。4番のりばは使用されず、ラッシュ時・夜間時間帯のみの使用となった。なお、当駅で折返し及び相互接続を行う普通電車は、ドア横の開閉ボタンで開け閉めする。但し現在は新型コロナウイルスの関係で停車中は全てのドアを開けている。

## ダイヤ
日中時間帯は1時間に12本（快速が4本、普通電車が8本：4本は当駅折り返し）停車する。朝夕時間帯は本数が多くなり、折返しの列車は設定されていない。なお、平日朝は快速が西明石から列車線を走行する関係から三ノ宮・大阪方面行は普通電車のみの設定となっている。
| 本数   | 路線（西方向）                               | 系統・種別 | 路線（東方向）                                                     | 本数   | 備考 |
| ------ | -------------------------------------------- | ---------- | ------------------------------------------------------------------ | ------ | ---- |
| 4本/時 | 網干・加古川－・・・－明石－舞子－垂水－須磨 | 快速       | 須磨－兵庫－神戸－元町－三ノ宮－・・・－野洲・米原                 | 4本/時 |      |
| 4本/時 | 西明石－明石－朝霧－舞子－垂水－塩屋－須磨   | 普通       | 須磨－須磨海浜公園－鷹取－新長田－兵庫－神戸－・・・－高槻・四条畷 | 8本/時 |      |

## 利用状況
「兵庫県統計書」によると、2022年（令和4年）度の1日平均乗車人員は9,866人である。
近年の1日平均乗車人員は以下の通りである。
| 年度   | 1日平均 乗車人員 |
| ------ | ---------------- |
| 1999年 | 12,719           |
| 2000年 | 12,739           |
| 2001年 | 12,595           |
| 2002年 | 12,695           |
| 2003年 | 12,681           |
| 2004年 | 12,556           |
| 2005年 | 12,680           |
| 2006年 | 12,895           |
| 2007年 | 12,968           |
| 2008年 | 12,490           |
| 2009年 | 12,328           |
| 2010年 | 12,288           |
| 2011年 | 12,383           |
| 2012年 | 12,405           |
| 2013年 | 12,674           |
| 2014年 | 12,349           |
| 2015年 | 12,388           |
| 2016年 | 12,122           |
| 2017年 | 12,105           |
| 2018年 | 11,969           |
| 2019年 | 11,647           |
| 2020年 | 9,151            |
| 2021年 | 9,475            |
| 2022年 | 9,866            |

## 駅周辺
- 山陽須磨駅
- 須磨海岸
- 須磨浦公園駅
- 須磨浦公園
  - 一の谷・戦の濱碑
  - 源平合戦800年記念碑
  - 敦盛塚[1]
  - 子規・虚子師弟句碑
  - 芭蕉蝸牛句碑
  - 蕪村句碑

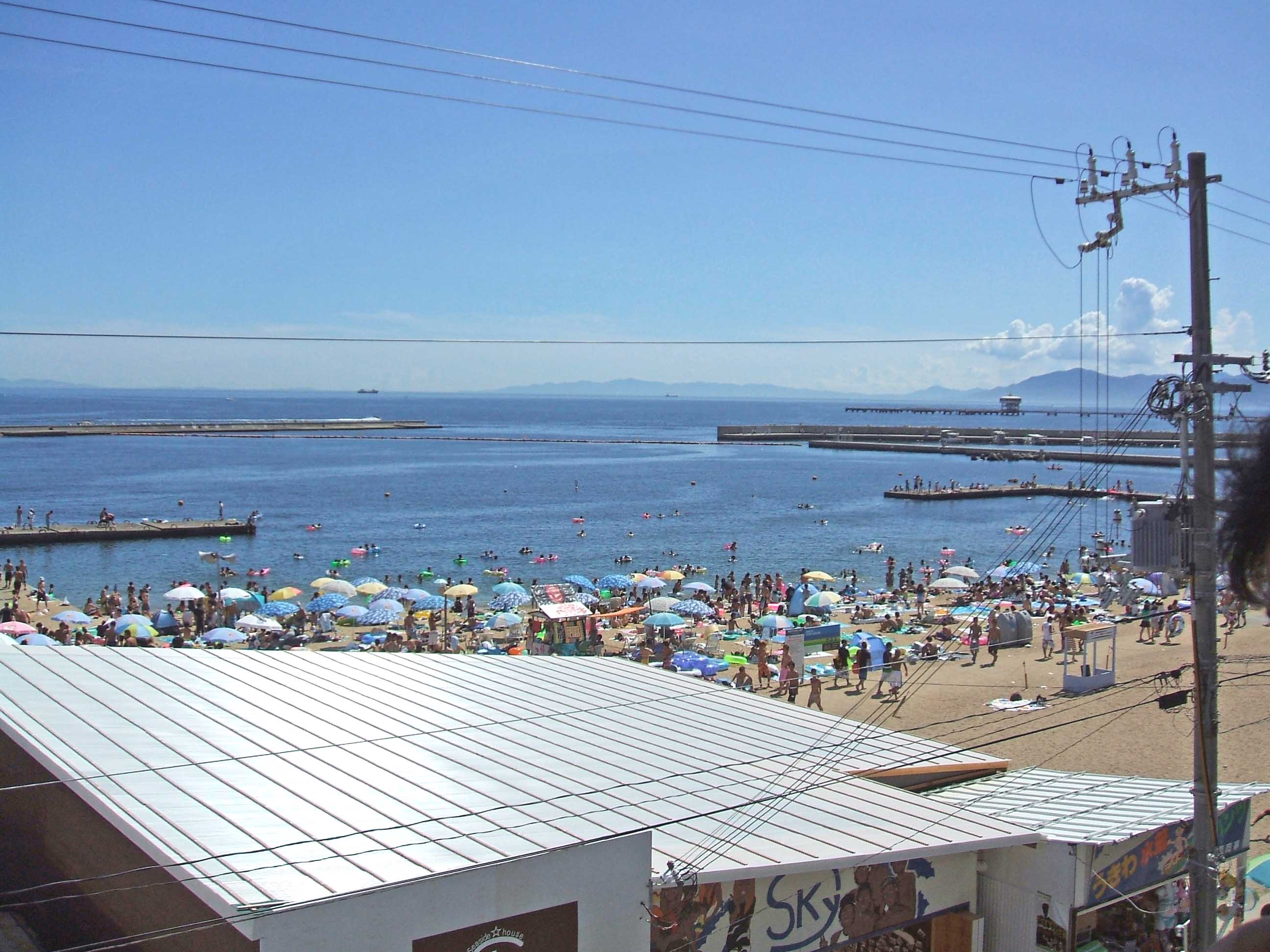
須磨駅南側にある須磨海水浴場
（駅2階より）

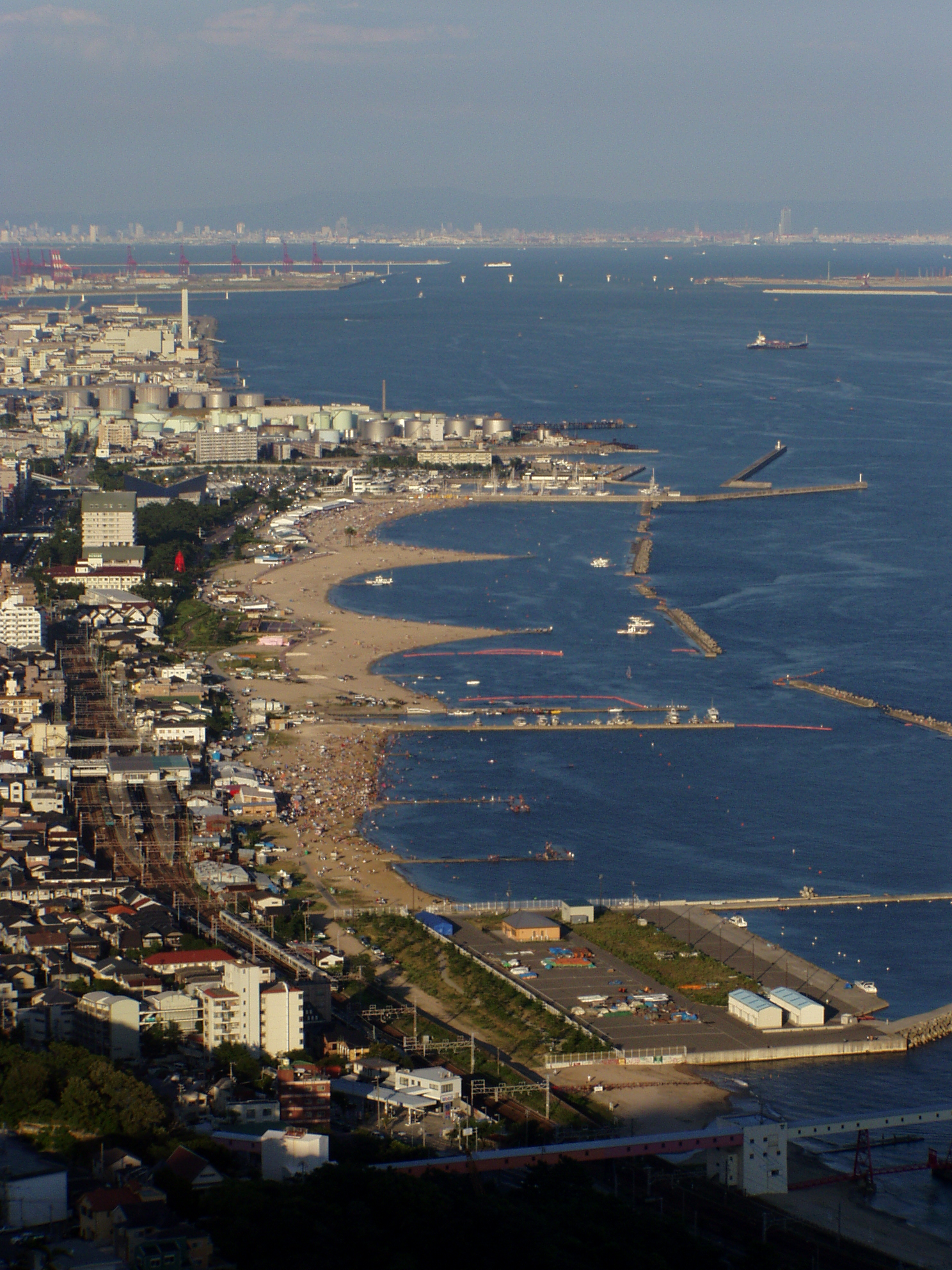
夏季のJR須磨駅を、須磨浦山上遊園から望む。駅と海水浴場の近さ、そして賑わいや大阪湾越しの各地との位置関係がよく把握できる。

  - 2.4トンの地球儀（阪神・淡路大震災記念碑）
  - みどりの塔
- 関守稲荷神社
- 村上帝社
- 諏訪神社
- 綱敷天満宮
- 現光寺（源氏寺）
  - 子規句碑
  - 芭蕉句碑
- 内裏公園（街区公園）
  - 安徳帝内裏跡伝説地
  - モルガンお雪石灯篭
  - 和宮像
- 須磨海浜公園
  - 和田岬灯台
- 須磨浦山上遊園

## バス路線
すべて神戸市バスであるが、71・75系統は神姫バスも担当する。
- 山陽須磨駅東側国道2号線東行
  - 71：北須磨団地方面
  - 72：多井畑方面
  - 75・区：妙法寺駅（一部、神戸女子大学専用便も運行[注釈 1]。一般客は乗車できない）
  - 81：地下鉄長田駅前方面
- 山陽須磨駅南側国道2号線西行（南側のローソン前）
  - 71・72・75・81：須磨一の谷方面

## その他

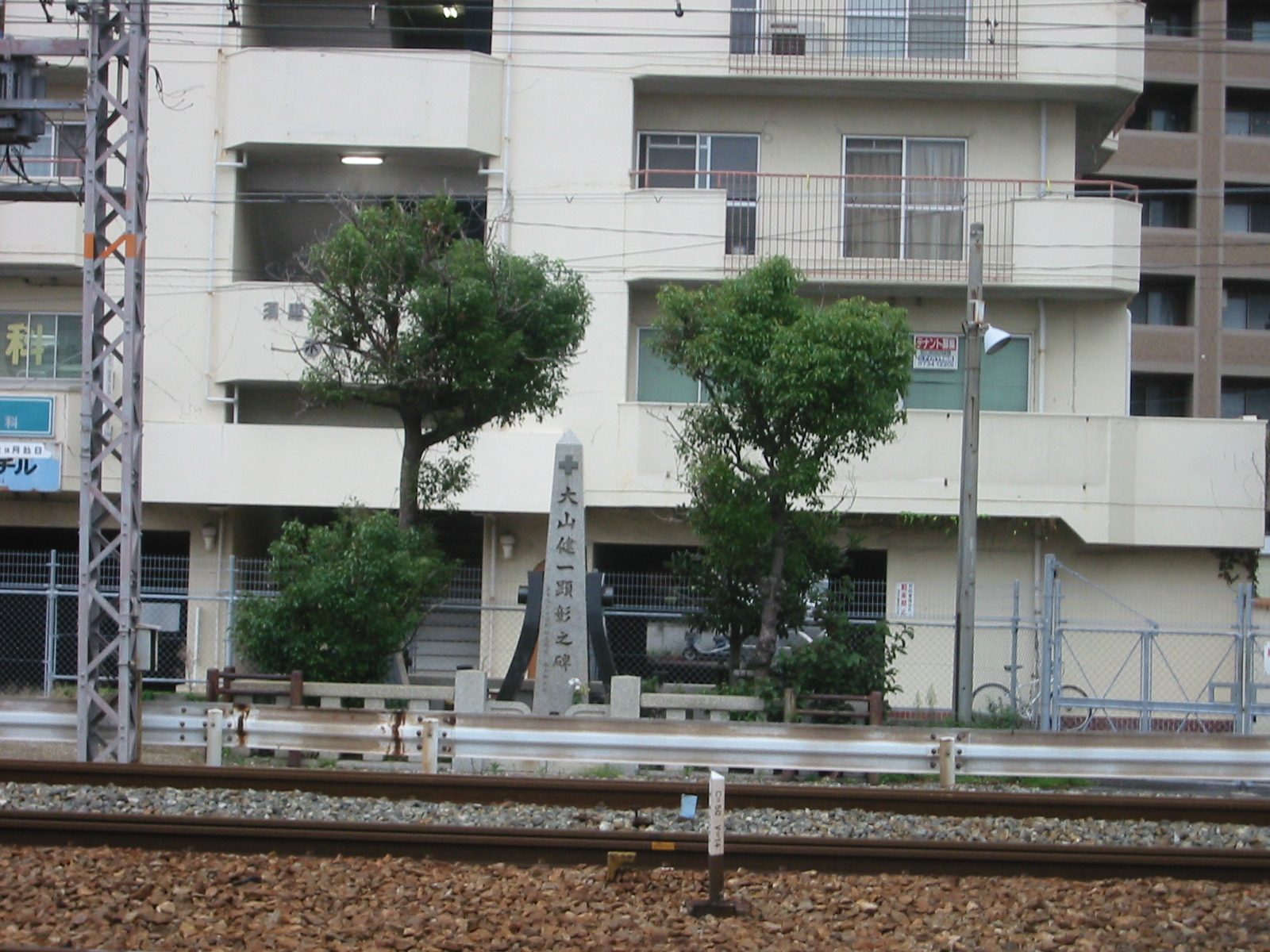
大山健一車掌顕彰碑

- 夜間、当駅の改札階の須磨海岸寄りから、神戸空港の着陸誘導灯及び発着航空機を見ることができる。
- 海水浴期間中、駅南側には海の家が立ち並ぶ。また、構内に水着のまま買い物（コンビニエンスストア等）に行く人達をよく見かける。大人1000円の海の家利用料を節約するためか構内の便所で着替えをする海水浴客も後を絶たない。この為、同駅では多目的トイレの外側から鍵をかける対策を施した[11]。
- 当駅に乗入れているタクシーは駅周辺にも記述した通り神戸女子大学の学生が利用するため6人仕様が多く入っており、平日の8 - 12時は学生が多く乗り込んでくる。当駅の最終電車は1時19分の西明石行普通で、終電が近い時間となるとタクシーを利用する人はこの時間帯も増える。
- 1967年（昭和42年）7月9日の水害で当駅周辺は浸水した。周辺は雨水が溜まりやすい地形である。
- 1975年（昭和50年）12月27日 15時50分ごろ、新快速（当時は電車線を走行）の待避をしていた各駅停車の大山健一車掌が、新快速が通過する本線にホームから転落した泥酔の老人を救おうと線路に飛び降りたが、老人と共に新快速にひかれて殉職する事故が起こった。車掌は入社2年目であり、この勇気を称えて碑が立てられている[1]。
- 次の塩屋駅までの間のカーブは、スマシオカーブとして鉄道ファンの間で有名撮影地として知られている。

## 隣の駅
西日本旅客鉄道（JR西日本）
 JR神戸線（山陽本線）
■新快速・■快速（列車線経由、朝の上りのみ運転）
通過
■快速（電車線経由）
兵庫駅 (JR-A64) - 須磨駅 (JR-A68)  - 垂水駅 (JR-A70)
■普通（JR東西線・学研都市線内で区間快速となる列車を含む）
須磨海浜公園駅 (JR-A67) - 須磨駅 (JR-A68) - 塩屋駅 (JR-A69)